# Théorème de Noether (mathématiques)
Pour les articles homonymes, voir Théorème de Noether.
Le théorème de Noether, de Emmy Noether (1918), est un théorème de géométrie symplectique.

## Principe
Soit M une variété différentielle de dimension {\displaystyle n}. Son fibré tangent TM est l'ensemble des couples {\displaystyle (x,{\dot {x}})} avec x un point de M et {\displaystyle {\dot {x}}} un vecteur tangent à M en x. On prend alors {\displaystyle L:TM\to \mathbb {R} } une fonction appelée lagrangien (indépendant du temps cinématique, c'est-à-dire du paramètre cinématique intervenant dans {\displaystyle {\dot {x}}}). On note {\displaystyle p_{\mu }(x,{\dot {x}})={\frac {\partial L}{\partial {\dot {x}}}}\in T_{x}^{*}M} le moment conjugué de Lagrange, une forme linéaire sur l'espace tangent à M en x.
Une symétrie du lagrangien {\displaystyle L} est un difféomorphisme {\displaystyle f:M\rightarrow M} tel que l'on ait {\displaystyle L\circ \mathrm {d} f=L} avec {\displaystyle \mathrm {d} f=(f,f')}, le couple formé par f et sa dérivée. Les symétries de L forment un groupe pour la composition.
Une symétrie infinitésimale du lagrangien {\displaystyle L} est un champ de vecteurs V sur M tel que le groupe de Lie à un paramètre engendré par le flot de V, {\displaystyle s\mapsto \Phi _{s}^{V}(\cdot )}, soit un sous-groupe des symétries de {\displaystyle L}.
Le théorème de Noether associe à toute symétrie infinitésimale de {\displaystyle L} une intégrale première de ses équations d'Euler-Lagrange.
Théorème — Si {\displaystyle L:TM\rightarrow \mathbb {R} } est un lagrangien indépendant du temps cinématique, et que {\displaystyle V} est une symétrie infinitésimale de {\displaystyle L}, alors la fonction {\displaystyle G} définie sur {\displaystyle TM} par :
est une intégrale première des équations d'Euler-Lagrange associée à {\displaystyle L} ; c'est-à-dire que {\displaystyle t\mapsto G(x(t),{\dot {x}}(t))} est constante sur une solution x(t) des équations d'Euler-Lagrange.

## Applications

### Mouvement à force centrale
Un mouvement à force centrale est le mouvement d'un point matériel de masse {\displaystyle m} dans un champ de forces dérivant d'un potentiel {\displaystyle V=V(r)} ne dépendant que du rayon {\displaystyle r}. C'est le problème variationnel associé au lagrangien {\displaystyle L} sur {\displaystyle \mathbb {R} ^{3}} :
Ce lagrangien est invariant par toutes les rotations dont l'axe passe par l'origine. Un groupe à un paramètre de rotations d'axe {\displaystyle \mathrm {D} } est engendré par un champ de vecteurs de la forme :
où {\displaystyle \wedge } désigne le produit vectoriel usuel. Par le théorème de Noether, la fonction :
est une intégrale première du mouvement. En faisant varier le vecteur rotation {\displaystyle \Omega }, on conclut que le vecteur suivant, appelé moment cinétique, est constant :

## Source
Pierre Pansu, Cours de Géométrie différentielle, niveau Master 2 ; [PDF]